# Рипън (Калифорния)
Рипън (на английски: Ripon) е град в окръг Сан Уакин, щата Калифорния, САЩ. Рипън е с население от 16 013 души (1 април 2020) и обща площ от 10,8 km². Намира се на 21 m надморска височина. ЗИП кодовете му са 95366, а телефонният му код е 209.